# Xestia homannii
Xestia homannii là một loài bướm đêm trong họ Noctuidae.